# Trois unificateurs
Cet article court présente un sujet plus développé dans : Époque Sengoku.
 (signalé en juillet 2025).
Si vous disposez d'ouvrages ou d'articles de référence ou si vous connaissez des sites web de qualité traitant du thème abordé ici, merci de compléter l'article en donnant les références utiles à sa vérifiabilité et en les liant à la section « Notes et références ».
- Archive Wikiwix
- Bing
- Cairn
- DuckDuckGo
- E. Universalis
- Gallica
- Google
- G. Books
- G. News
- G. Scholar
- Persée
- Qwant
- (zh) Baidu
- (ru) Yandex
- (wd) trouver des œuvres sur Wikidata

Les Trois unificateurs (三英傑, San'eiketsu, littéralement « Trois héros »), aussi connu comme Trois unificateurs du Japon ou Trois grands unificateurs, sont les trois généraux qui, successivement à travers des coups d'État, des conflits militaires, la diplomatie et des assassinats, ont mis fin à « l'époque des provinces en guerre » (l'Époque Sengoku) et ont créé le Japon pré-moderne de l'Époque d'Edo via l'Époque Azuchi Momoyama. Ainsi, un État unitaire centralisé a remplacé un ordre social féodal décentralisé.
Ces unificateurs sont Oda Nobunaga, son général et vassal Toyotomi Hideyoshi et leur allié Tokugawa Ieyasu.

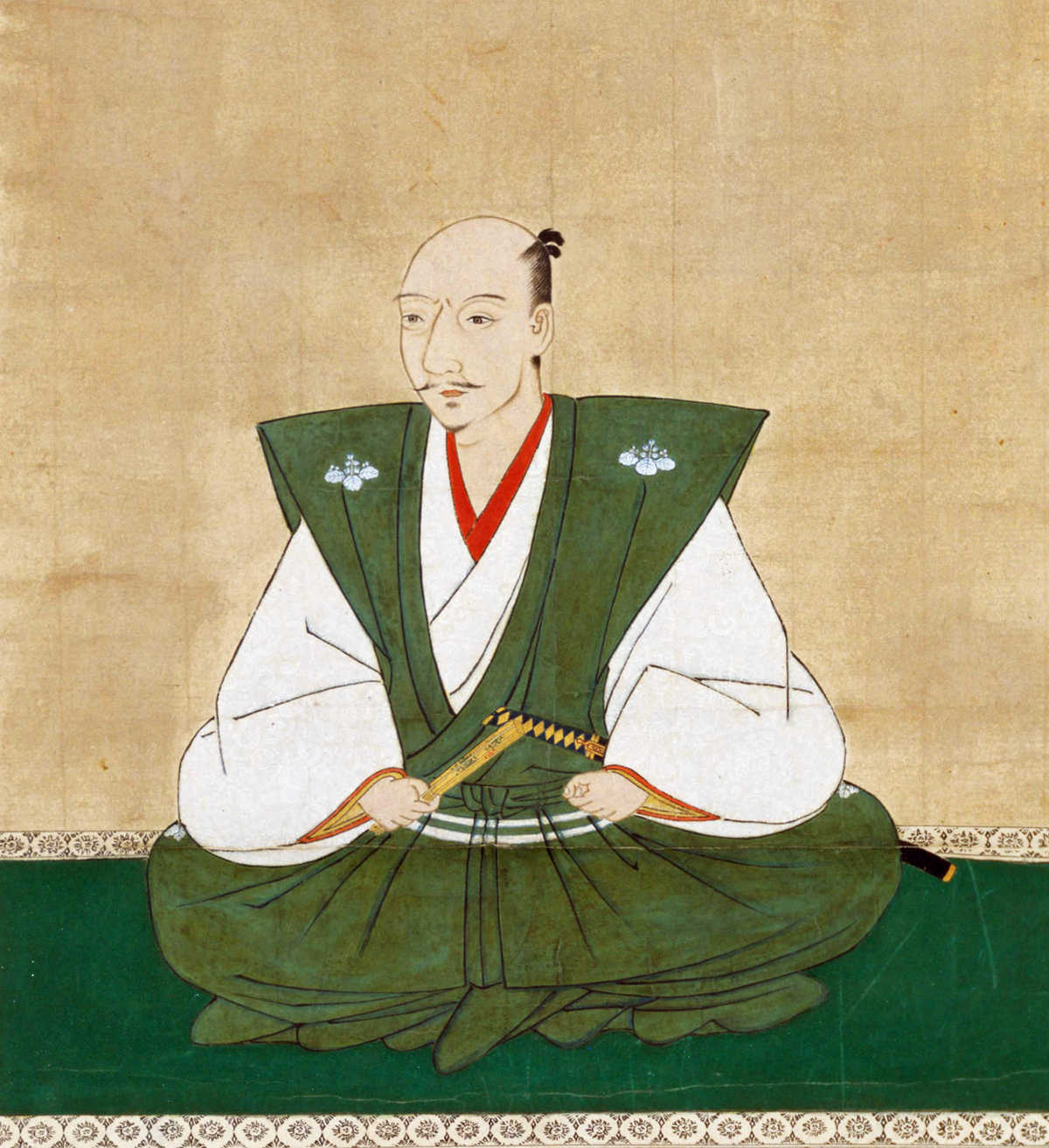
Oda Nobunaga.
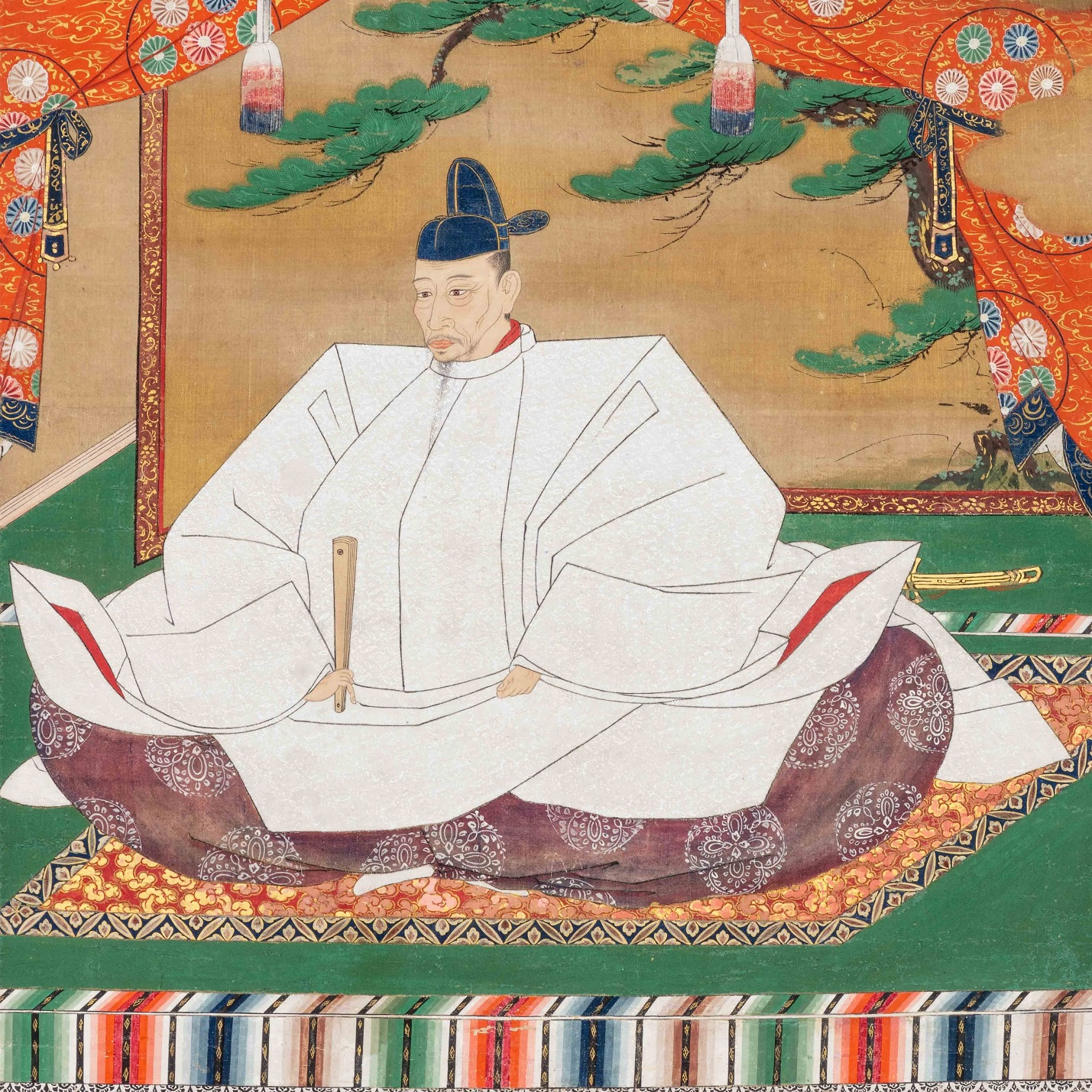
Toyotomi Hideyoshi.
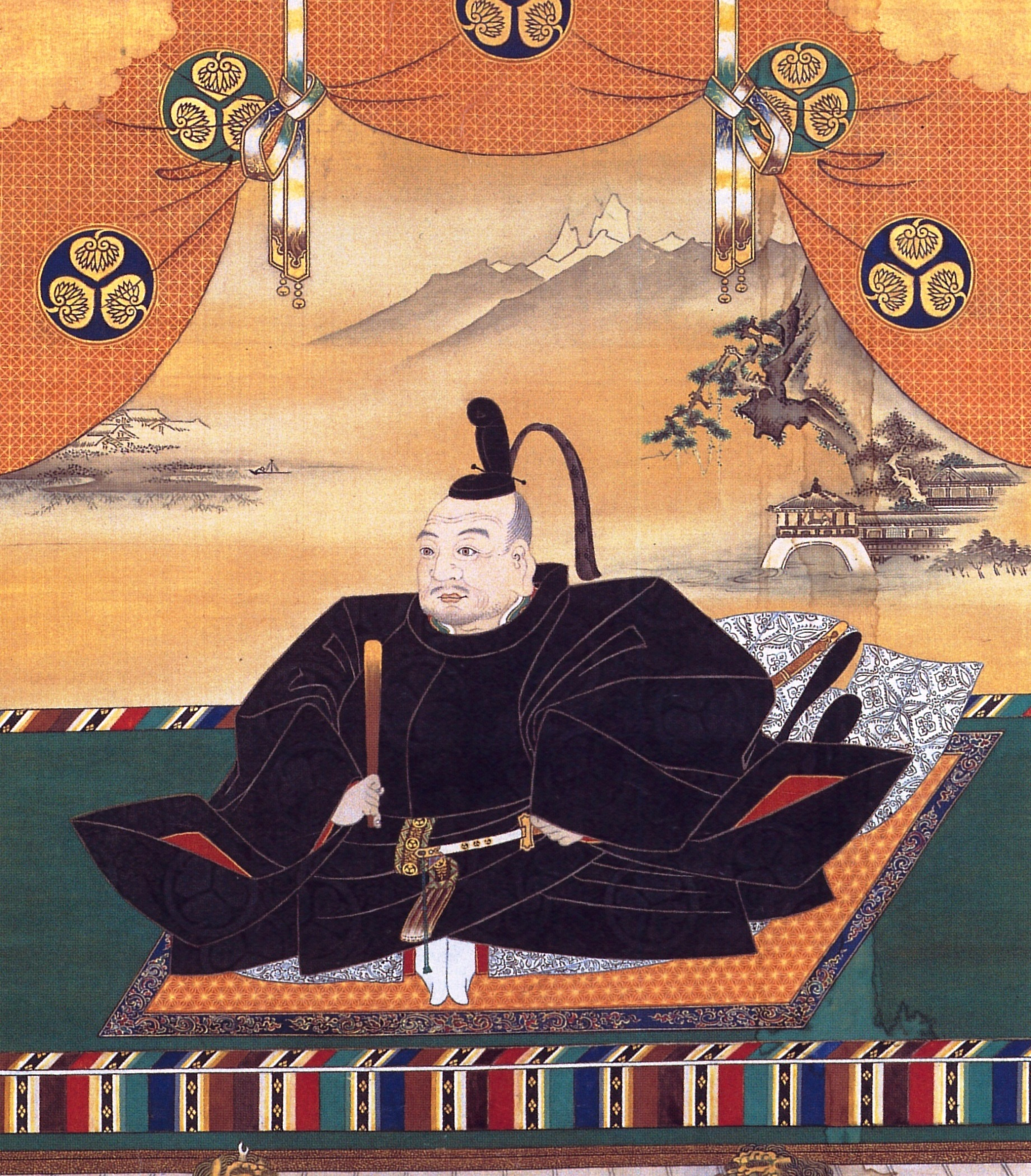
Tokugawa Ieyasu.